# Thetidia jankowskiaria
Thetidia jankowskiaria är en fjärilsart som beskrevs av Charles Oberthür 1879. Thetidia jankowskiaria ingår i släktet Thetidia och familjen mätare. Inga underarter finns listade i Catalogue of Life.